# خرگوش حبشی
خرگوش حبشی (نام علمی: Lepus habessinicus) یک گونه پستاندار از تیرهٔ خرگوشان (Leporidae) است. تقریباً به‌طور کامل به کشورهای شاخ آفریقا محدود می‌شود، اگرچه تا حدی در شرق سودان گسترش می‌یابد و ممکن است در شمال کنیا نیز یافت می‌شود.